# Fijianos
Fijianos são um grupo étnico austronésio natural de Fiji, um país insular situado na Oceania, também podendo se se referir a pessoas que se identificam com a identidade cultural e nacional daquele país.